# Оркестр креольского танго
«Орке́стр крео́льского та́нго» — сайд-проект, созданный Андреем Макаревичем в августе 2001 года, играет джаз, блюз, босанову, румбу и шансон.
Последние десять лет[уточнить] лидер «Машины времени» признается,[кому?] что любит слушать и исполнять американскую эстрадно-джазовую музыку 1950-х годов. Среди джазовых музыкантов младшего поколения оказалось немало тех, кто разделяет его пристрастия, и они объединились в «Оркестр креольского танго», играющий блюз, румбу, джаз и босанову. Группа получила известность в 2003 году.
В 2002 году группа издала первый диск. В 2005 году выпустила диск с кавер-версиями песен Булата Окуджавы.
В 2006 Андрей Макаревич переосмыслил раннее творчество «Машины времени» — в альбоме «Старая машина» песни в джазовой аранжировке, идея пластинки принадлежала джазовому пианисту Евгению Борцу. Музыканты «Оркестра креольского танго» экспериментируют и импровизируют во время своих выступлений.
11 декабря 2012 года вышел шестой альбом Андрея Макаревича и «Оркестра креольского танго» — «Вино и слёзы».
6 июня 2019 года не стало Сергея Остроумова, погибшего в результате несчастного случая.  
После этого случая  активность проекта резко снизилась.
После отъезда Андрея в Израиль, проект можно считать закрытым.

## Дискография
- 2002 — «И Т. Д.»

Обложка альбома «От меня к тебе»

- 2003 — «Тонкий шрам на любимой попе» (с Евгением Маргулисом, Максимом Леонидовым, Аленой Свиридовой и Татьяной Лазаревой на песни Марка Фрейдкина)
- 2004 — «От меня к тебе» (концертный альбом)
- 2005 — «Песни Булата Окуджавы»
- 2006 — «Старая машина» (песни «Машины времени»)
- 2007 — «Штандер»
- 2012 — «Вино и слёзы»

### Сборники
- 2008 — «Было не с нами. Лучшие песни»

## Состав
- Андрей Макаревич — (акустическая и электрогитары, фортепиано, вокал), также играет в группе «Машина времени»
- Александр Антонов — (электроскрипка, соло, шейкер)  (группа «Папоротник»)
- Александр Бакхаус[4] — (аккордеон), также играет в группе «Папоротник»
- Сергей Хутас[5]— контрабас, также играет в «Трио Евгения Борца»
- Сергей Остроумов (2001 — 6 июня 2019)[6] — (барабаны), также играл в «Трио Евгения Борца» и с группой «Машина времени»
- Евгений Борец[7] — (фортепиано, клавишные), также играет в «Трио Евгения Борца»
- Александр Дитковский[8] — (труба, соло, перкуссия, бонги, бэк-вокал), также играет в группе «Квартал» и с группой «Машина времени».
- Роман Соколов — саксофон
- Артём Серяков — тромбон
- Александр Бриль — саксофон
- Дмитрий Бриль — саксофон